# Guayaquil
 (mai 2021).
Si vous disposez d'ouvrages ou d'articles de référence ou si vous connaissez des sites web de qualité traitant du thème abordé ici, merci de compléter l'article en donnant les références utiles à sa vérifiabilité et en les liant à la section « Notes et références ».
Guayaquil, officiellement Santiago de Guayaquil, surnommée la « Perle du Pacifique » est la plus grande ville de l'Équateur et également la capitale économique et le principal port du pays de la côte ouest de l'Amérique latine.
Guayaquil est fondé en 1537 par Francisco de Orellana. En 2022, elle comptait 2 650 288 habitants et la population métropolitaine était estimée à 3 618 450 habitants.

## Histoire
Guayaquil fut fondée le 25 juillet 1538 par le conquistador espagnol Francisco de Orellana, qui lui donna le nom de « Muy Noble y Muy Ciudad de Santiago de Guayaquil ». Il existait auparavant un village indigène à l'emplacement de la ville. Guayaquil connut un développement lent, atteignant à peine 2 000 habitants en 1600 et 10 000 un siècle plus tard.

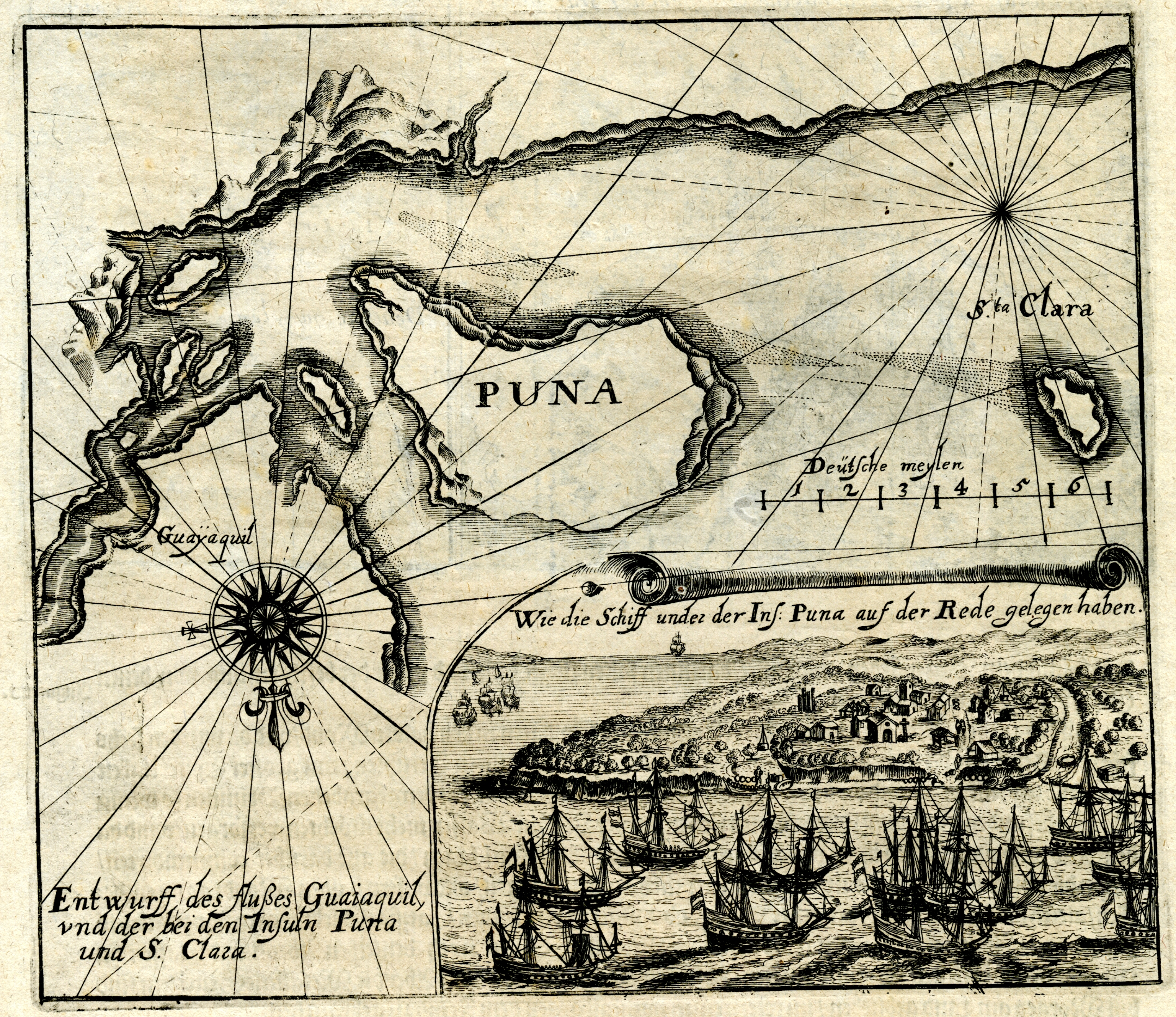
Jacques L'Hermite, Guayaquil et Puna, 1630.

En 1687, la ville fut attaquée et pillée par des pirates anglais et français commandés par l'Anglais George d'Hout et les Français Pierre le Picard et Francis Grognet. Sur les 260 pirates, 35 furent tués et 46 blessés ; quant aux défenseurs de la cité, ils eurent 75 tués et plus de 100 blessés. Les assaillants prirent des femmes comme concubines. Quito paya une rançon en exigeant que les pirates relâchent les otages et ne brûlent pas la ville.

, gravure illustrant une carte de Guayaquil en 1741.

En 1709, les capitaines anglais Woodes Rogers, Etienne Courtney et William Dampier et 110 autres pirates pillèrent Guayaquil et exigèrent le paiement d'une rançon. Mais ils quittèrent brusquement la ville sans la rançon lorsqu'une épidémie de fièvre jaune éclata.

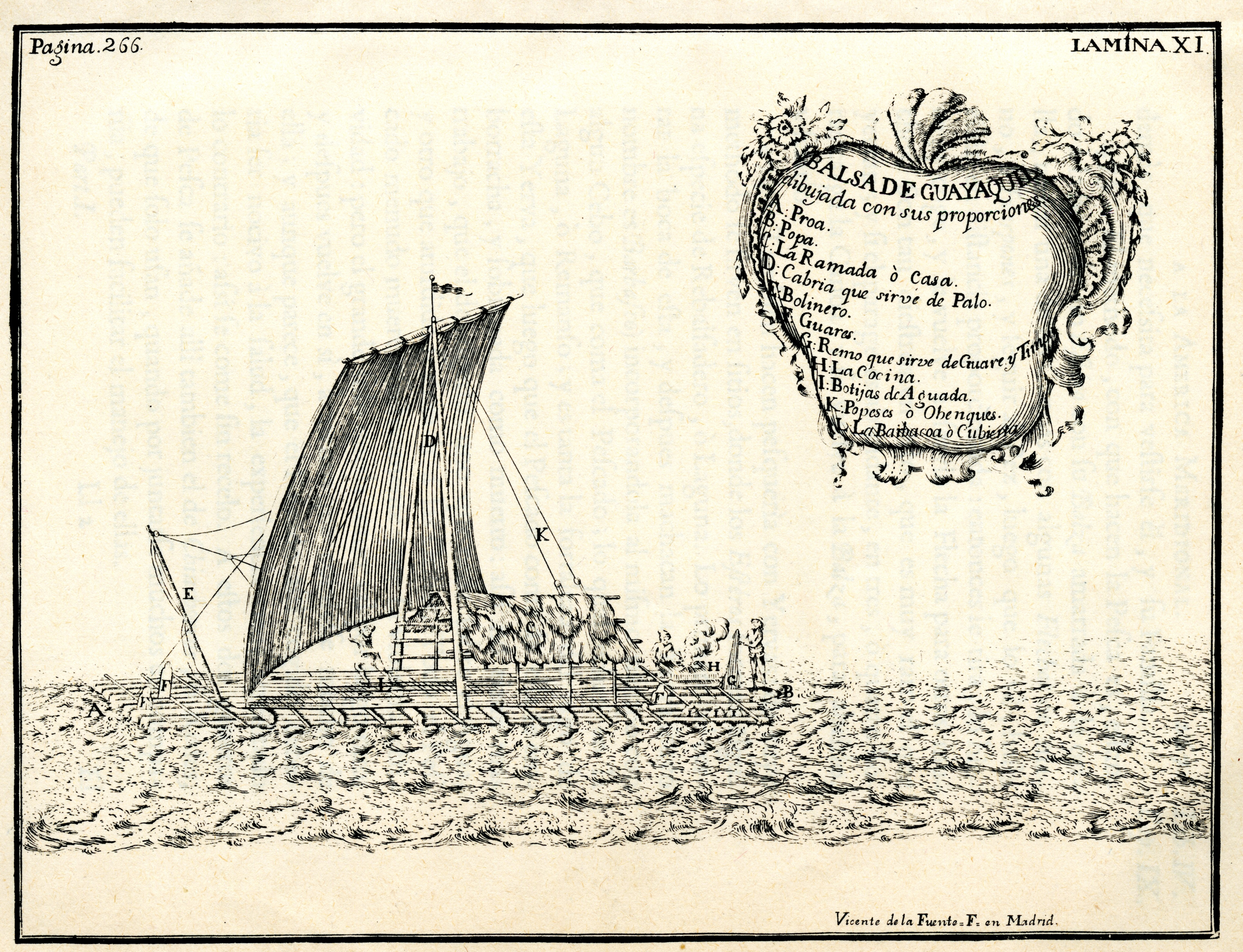
Radeau en commun au large des côtes du canton de Guayaquil, moyen habituel de transport qui a survécu à la culture Huancavilca jusqu’au XIXe siècle. Illustration de Jorge Juan et Antonio de Ulloa de la Mission géodésique française.

Le 9 octobre 1820, pratiquement sans effusion de sang, un groupe de civils appuyés par des soldats des « Granaderos de Reserva », un bataillon cantonné à Guayaquil, arrêtèrent les chefs des autorités espagnoles après avoir débordé les gardes fidèles à l'Espagne. Guayaquil se proclama indépendante de l'Espagne, devenant la « Provincia Libre de Guayaquil ». José Joaquín de Olmedo fut proclamé Jefe Civil (chef civil) de Guayaquil. Ces événements allaient s'avérer un élément-clé de la victoire dans la guerre d'indépendance de l'Équateur.
Le 26 juillet 1822, José de San Martín et Simón Bolívar eurent une célèbre rencontre à Guayaquil, au cours de laquelle ils dressèrent les plans de l'indépendance de l'Amérique du Sud espagnole.
La ville fut à deux reprises envahie par l'armée péruvienne : en 1829 et en 1860. Elle subit un très grave incendie en 1896, qui détruisit une grande partie de la ville.
En 1922, une grève générale est réprimée très brutalement : des centaines de travailleurs sont tués.

## Politique et administration

### Jumelages
La ville de Guayaquil est jumelée avec les villes suivantes :
- Santiago (Chili)
- Concepción (Chili)
- Houston (États-Unis) (1987)
- Gênes (Italie)
- Maracaibo (Venezuela)
- Bogota (Colombie)

## Population et société

### Sports

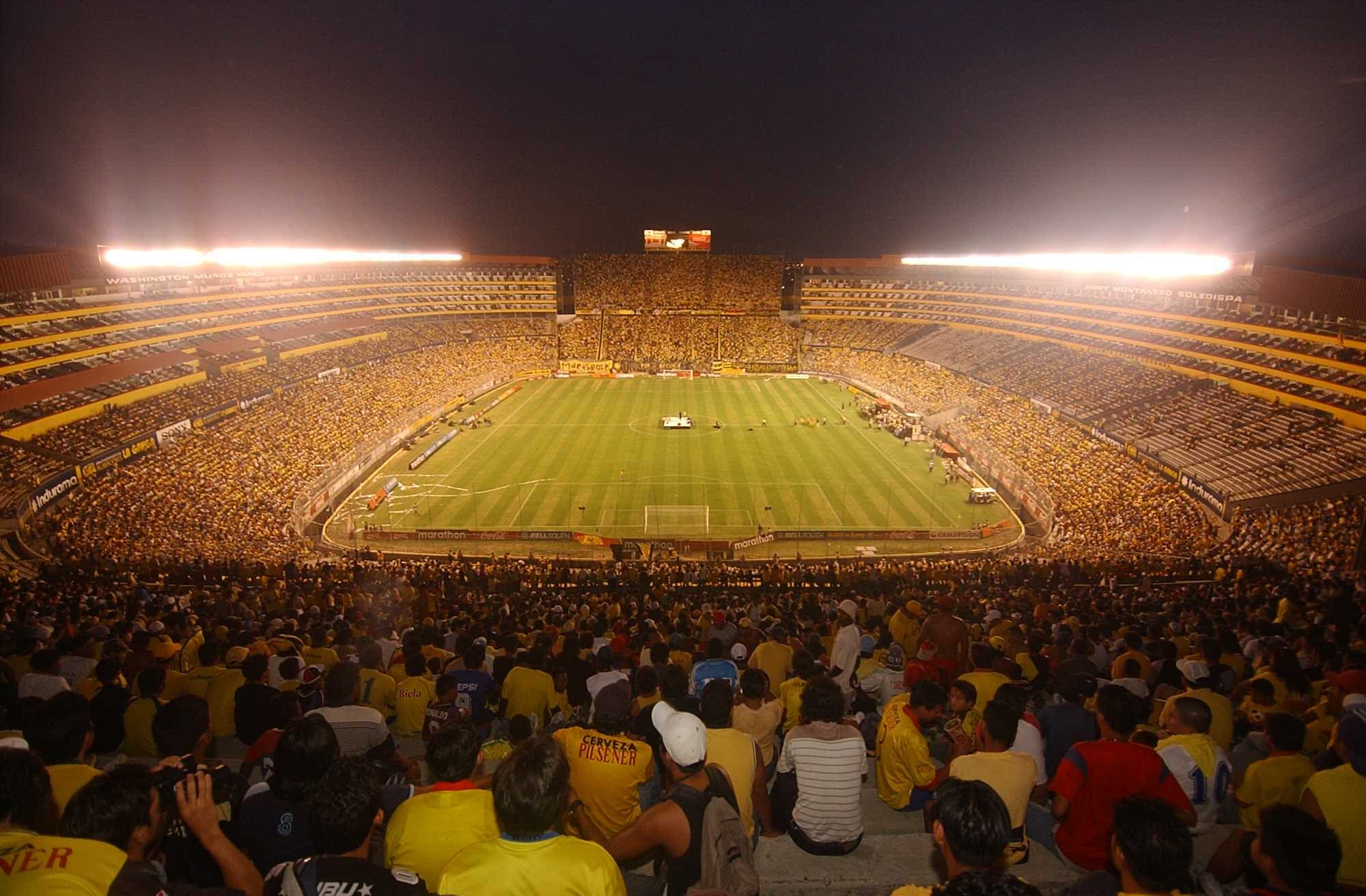
Stade monumental de Guayaquil.

Les guayaquileños sont des passionnés de sport. Le sport qui fédère le plus de passionnés et de licenciés par une Fédération Nationale est le football. À Guayaquil on trouve les deux clubs les plus populaires du pays. Le Club Sport Emelec et le Barcelona Sporting Club. Ce dernier constitue un club de prestige en Amérique latine et peut se vanter de posséder l'un des plus beaux stades recensés au monde d'après le site spécialisé world stadiums.

### Criminalité
Le 28 septembre 2021 des violences ont eu lieu à la prison du Littoral à Guayaquil faisant 122 morts et 86 blessés dans des affrontements entre détenus. Selon le président Guillermo Lasso, c'est le pire massacre carcéral de l'Amérique latine dû à des affrontements entre gangs. La prison du Littoral est la plus grande du pays avec près de 10 000 détenus.  
Ce massacre, qui fait suite à plusieurs autres épisodes de violence au cours de l'année dans les prisons équatoriennes, « n’est que le reflet concentré de la brutalité des rapports sociaux induite par le trafic de drogue dans les faubourgs misérables de la ville » indique la journaliste Marie Delcas. 
Un nouveau massacre fait au moins 68 morts le 14 novembre 2021 dans la prison de Guayaquil. 
De janvier à octobre 2022 ont été recensés 1 200 meurtres dans la ville soit une hausse de 60 % par rapport à la même période de 2021. 

## Économie
Aujourd'hui, Guayaquil, la capitale économique de l'Équateur, est le principal port du pays construit à l'embouchure du Rio Guayas, considéré comme l'un des plus importants au monde, car sa situation et ses infrastructures offrent des facilités pour le commerce maritime international. 
La ville regorge d'imposants et importants bâtiments commerciaux, de parcs reconvertis en jardins, demeures seigneuriales, habitants chaleureux et hospitaliers, il dispose d'une excellente infrastructure hôtelière, qui lui permet de satisfaire les besoins les plus exigeants de ses visiteurs. La ville comporte aussi un aéroport: l'Aéroport international José Joaquín de Olmedo. 
D'après les données officielles 26 % des habitants de Guayaquil vivent dans la pauvreté.   

## Culture locale et patrimoine
Rien ne subsiste de l'architecture coloniale, à cause des incendies. Le quartier le plus ancien de Guayaquil est « Las Peñas », construit à la fin du XIXe siècle au bord du fleuve Guayas. Le Malecon Simón Bolivar est un joli parc, entre l'avenue principale de la ville et le fleuve, où se mêlent le moderne et le pittoresque.
Le cimetière de Guayaquil est, avec celui de Florence, le plus beau cimetière au monde.
On y trouve un sanctuaire de la Miséricorde-Divine de l'Église catholique.
Guayaquil a toujours contribué avec des talents artistiques à la musique nationale.
Ainsi, l'artiste le plus transcendant de tous les temps en Équateur est né à Guayaquil : Julio Jaramillo.
La grande majorité des termes et des idiomes qui composent le jargon de la jeunesse équatorienne vient du quartier Las Peñas (es) de Guayaquil.
Une bonne partie du patrimoine artistique de l’Équateur y a été redécouverte.
- Musées de Guayaquil (es)
- Guayaquil dans la fiction (es)

### Quartiers de la ville
| Nord Ouest | Pascuales • Las Orquidias Este • Bastión Popular • Monte Bello • Los Vergeles • Urb. Los Geranios • Quinto Guayas Oeste • La Florida • Juan Montalvo • El Cóndor • Prosperina • Mapasingue • Lomas de Prosperina • Alborada 6 etapa • Alborada 10 etapa • Los Ceibos • Ceibos Norte • Las Cumbres • Santa Cecilia, Prosperina; Urdenor 1 y 2; Kennedy; Urdesa; Lomas de Urdesa; Porton de las Lomas; Miraflores; Bosques del Salado • Urbanor • Colinas de los Ceibos • Parques de los Ceibos • San Eduardo • Los Olivos • Olimpos • Los Parques • Los Senderos • Puerto Azul Norte |
| Nord Est   | El Álamo • Alborada 13etapa • Sauces 8 • Alborada 11 etapa • Alborada 8va etapa • Alborada 9na etapa • Alborada 5 etapa • Alborada 4 etapa • Alborada 3era etapa • Los Sauces (de la 1era etapa a la 8va epata) • Las Garzotas (de la 1era a 6ta etapa) • Acuarela • Guayacanes • Simón Bolívar • La Fae • Cdla Vernaza Norte • La Atarazana • Cdla. Rio Guayas |
| Sud Ouest  | Puerto Azul Sur • San Eduardo • Jardines del Salado • Urbanización Girasol • Febres Cordero • Bellavista • La Fuente • La Ferroviaria • La Fuente • Sol Naciente • San Pedro • Estero Salado • El Cisne • Abel Gilbert • Barrio Puerto Lisa • Letamendi • La Chala • Cdla. Atahualpa • García Moreno • Barrio Lindo • Bastión del Suburbio • Batallón del Suburbio • Isla Trinitaria • Luz de Guayas • Guangala • Cooperativa Angel Duarte • Cooperativa Mandela • 4 de Marzo • Antonio Neumane • Los Angeles • 12 de Mayo • 25 de Julio • Independencia • La Fuerza de los Pobres • Cooperativa El paraíso • Coopertativa Monseñor Leonidas Proaño • Cooperativa Jacobo Bucaram • Cooperativa Empleados del Municipio • Cooperativa Santiago de Guayaquil • Cooperativa Jaime Toral • Cooperativa Santiago Roldos • Cooperativa 9 de Julio |
| Centre     | Las Peñas • Malecon 2000 • Roca • Pedro Carbo • Rocafuerte • Bolívar •Sucre • 9 de Octubre Oeste • Cerro Santa Ana • Urbaneta • Olmedo • La Bahía • |
| Sud        | Del Astillero • Ximena • Centarioi • Centenario Sur • Las Americas • Las Acacias • La Saiba • Los Almendros • Cdla. 9 de Octubre • Barrio Cuba • Huancavilca • Sopeña • Los Esteros • Urbanización Valdivia • Las Praderas • La Libertad • Los Tulipanes • Coop. Siete Lagos • Amazonas • Casitas del Guasmo • Precoop. Rio Guayas |
| Sud Est    | Cdla. Las Tejas • Santa Mónica • Coop. Santiago Roldos • Estrella de Octubre • Rosa Aguilera • Guasmo Este • Unión • 5 de Octubre • Union de Bananeros • Las Exclusas • Coop. Batalla de Tarqui • Causa Proletaria • Unión de Bananeros 5 • Precoop. Guayas y Quil • Coop. Cristal• Coop. Segundo Ramos • La Floresta |

### Guayaquil dans la littérature

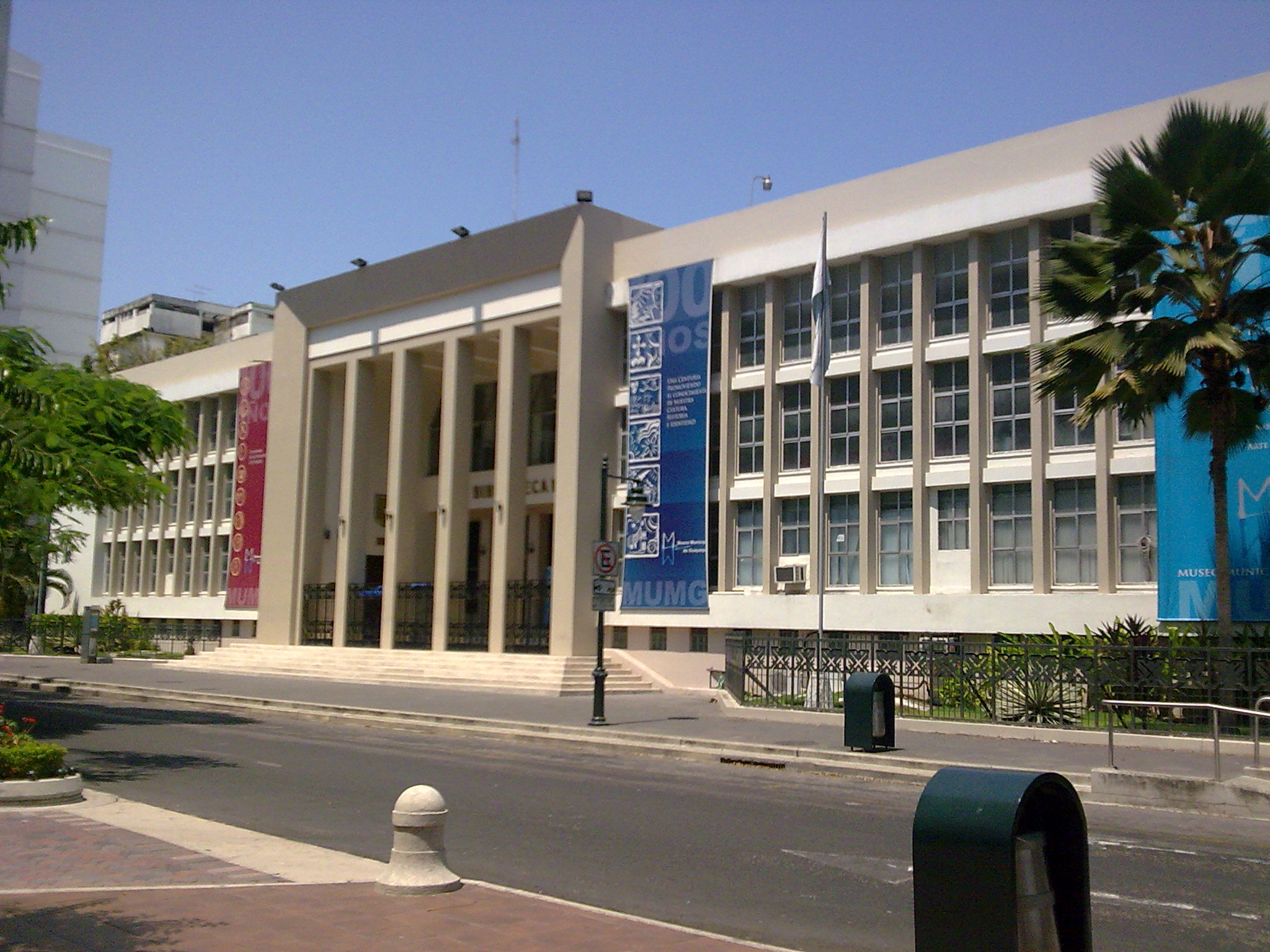
Bibliothèque municipale de Guayaquil.

La première partie de l'action du roman d'Albert t'Serstevens, L'Or du « Cristobal » (1936) est située à Guayaquil.
La nouvelle Guayaquil de Jorge Luis Borges issue du recueil Le rapport de Brodie fait référence à la rencontre de Guayaquil.
Les premiers grands poètes apparaissent après l'indépendance de la ville en 1820, avec le poète José Joaquín de Olmedo et d'autres écrivains.
À la fin du XIXe siècle, est né un des plus grands poètes de l'Équateur, Medardo Ángel Silva.
Au commencement du XXe siècle, ont commencé à apparaître quelques écrivains de grande importance sur le plan international tels que Demetrio Aguilera Malta, Alfred Pareja Diez Canseco, Elysa Ayala González, entre autres. Puis, apparut un groupe d'écrivains qui se nommaient entre eux Groupe de Guayaquil (es). 
En 1946, Joaquín Gallegos Lara écrit Les Croix sur l'eau, qui est considéré l'un des plus grands romans équatoriens.

### Personnalités

#### Scientifiques
- Manuel I. Monteros Valdivieso
- Juan Modesto Carbo Noboa
- Pedro Franco Dávila
- Gaudencio Zurita
- María del Pilar Cornejo Rodríguez de Grunhauer
- Dr. Remigio Torres León
- Dr. Euro Torres León

#### Écrivains
- José María Egas (poète)
- Numa Pompilio LLona (poète)
- Medardo Angel Silva (poète)
- Karina Galvez (poétesse)
- Jorge Queirolo Bravo  (écrivain)
- Andrés Gambarrotti  (écrivain)
- Ernesto Carrión
- Enrique Gil Gilbert
- José de la Cuadra
- Jorge Martillo Monserrate
- Benjamin Urrutia (poète)
- Ileana Espinel (1933-2001)
- Victor Rendon
- Leonardo Valencia (1969-)
- Jenny Estrada (1940-2024)
- Groupe de Guayaquil (es), (collectif d'écrivains des années 1930)

#### Hommes & femmes politiques
- José Joaquín de Olmedo
- Vicente Rocafuerte
- Alfredo Baquerizo Moreno
- Gabriel García Moreno
- Manuela Sáenz,
- León Febres-Cordero
- Jaime Roldós
- Jaime Nebot Saadi
- Abdala Bucaram Ortiz
- Gustavo Noboa
- José de Villamil
- Rafael Correa
- José Agusto Briones

#### Sportifs
- Jorge Delgado (natation)
- Francisco Segura (tennis)
- Andrés Gómez (tennis)
- Nicolás Lapentti (tennis)
- Geovanni Lapenti (tennis)
- Andrei Lerque (tir à l'arc)

#### Chanteurs
- Julio Jaramillo
- Gerardo Mejia
- Carlos Rubira Infante
- Gabriela Villalba

#### Artistes peintres
- María Verónica León

#### Acteurs
- Felipe Crespo
- María Mercedes Pacheco

#### Autres
- Augusto Itúrburu Carabajo, professeur et journaliste sportif

## Climat

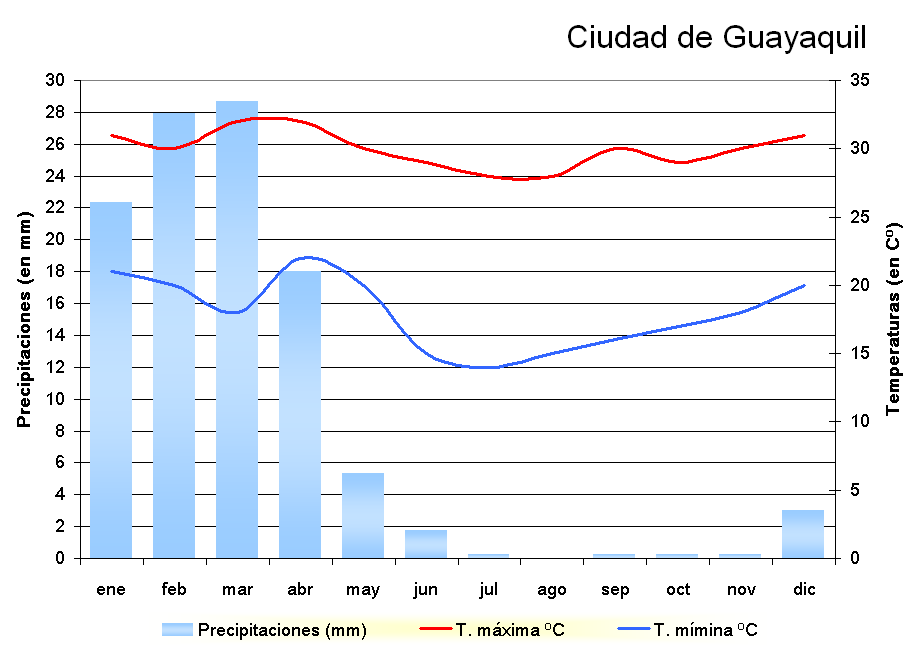
Climogramme de Guayaquil.

Guayaquil a un climat tropical, qui résulte d'une combinaison de facteurs. Par sa position dans la zone équatoriale, la ville a des températures élevées quasiment toute l'année. Toutefois, du fait de sa proximité de l'océan Pacifique, elle subit l'influence du courant de Humboldt (froid) et d'El Niño (chaud), qui déterminent deux saisons distinctes. Une saison des pluies, humide et chaude, s'étend de décembre à avril (correspondant à l'été austral), tandis qu'une saison sèche et un peu plus fraîche (hiver austral) dure de mai à décembre. Les précipitations annuelles se concentrent à 80 % pendant la saison des pluies. Les températures moyennes oscillent entre 20 et 27 °C, ce qui correspond à un climat tropical relativement doux, par rapport à la latitude de la ville. Le record absolu de chaleur à Guayaquil depuis le début des mesures de routine dans cette ville en 1959 est de 37,3 °C